# Ske
Ske är en isländsk musikgrupp som grundades år 1992 under namnet Skárren ekkert.
Debutalbumet Life, Death, Happiness and Stuff släpptes 2002 på skivbolaget Smekkleysa.

## Diskografi
Ske
- 2002 – Life, Death, Happiness and Stuff
- 2004 – Feelings are Great

Skárren Ekkert
- 1994 – Kirsuberjagarðurinn
- 1995 – Ein Stór Fjölskylda
- 1996 – Konur Skelfa
- 1997 – Ein
- 1999 – NPK (musikalbum)